# Loi relative aux grandes villes
La loi relative aux grandes villes (en espagnol : Ley de Grandes Ciudades), officiellement appelée loi de mesures de modernisation du gouvernement local (Ley de Medidas para la Modernización del Gobierno Local) est une législation du royaume d'Espagne visant à doter d'un statut spécifique les communes de grande population.
Adoptée en 2003, elle entre en vigueur le 1er janvier 2004. Elle permet notamment la création de districts.